# 292 (číslo)
Dvě stě devadesát dva je přirozené číslo, které následuje po čísle dvě stě devadesát jedna a předchází číslu dvě stě devadesát tři. Římskými číslicemi se zapisuje CCXCII a řeckými číslicemi σϟβ.

## Matematika
292 je:
- Deficientní číslo
- Nešťastné číslo
- Nepříznivé číslo

## Astronomie
- (292) Ludovica je planetka hlavního pásu, kterou objevil v roce 1890 Johann Palisa

## Doprava
- Silnice II/292 je česká silnice II. třídy vedoucí na trase Železný Brod – Semily – Horní Sytová[1]

## Roky
- 292
- 292 př. n. l.